# Абориген (пик)
Пик Абориген — одна из высших точек хребта Большой Аннгачак. Расположен на территории Магаданской области в южной части хребта Черского. Высота — 2286 метров. Находится примерно в 55 километрах к юго-западу от посёлка Синегорье.
Название появилось на глазомерной карте начальника геолого-поисковой партии Петра Скорнякова в 1932 году. Абориген — латинское слово, означающее «изначальный житель». Гора резко выделяется среди других в системе хребта Черского.
До недавнего[какого?] времени считался самой высокой вершиной Магаданской области с ошибочными данными по высоте в 2586 метров. Теперь это звание носит гора Снежная — 2292,8 метра.
По горе была названа река Абориген, берущая своё начало здесь.
Постановлением Правительства Магаданской области от 21 сентября 2017 года N 830-пп объявлен памятником природы.